# هيلاريون كابوتشي
هيلاريون كابوتشي أو كبوجي (2 مارس 1922 - 1 يناير 2017م) هو رجل دين مسيحي سوري، ولد في حلب. أصبح مطراناً لكنيسة الروم الكاثوليك في القدس عام 1965. عُرف بمواقفه الوطنية المعارضة للاحتلال الإسرائيلي في فلسطين، وعمل سراً على دعم المقاومة. اعتقلته سلطات الاحتلال في آب 1974 أثناء محاولته تهريب أسلحة للمقاومة، وحكمت عليه محكمة عسكرية بالسجن 12 عاماً. أفرج عنه بعد 4 سنوات بوساطة من الفاتيكان، وأبعد عن فلسطين في تشرين الثاني 1978، وقد أمضى حياته بعد ذلك في المنفى في روما حتى وفاته.
كرمته السودان ومصر وليبيا والعراق وسوريا والكويت بطابع بريد يحمل صورته، كما نشر المناضل الراحل داوود تركي شعراً مخصصاً للمطران معبراً عن تقديره واحترامه العظيمين له؛ اطلقت مدينة رام الله اسمه على أحد شوارع المدينة.

## سيرته
اسمه الأصلي «جورج» وكلمة «كبوجي»، وهي كنيته، تعني «البواب» أو «الحارس» بالسريانية، وقد اختار اسم هيلاريون تيمناً براهب ولد في غزة في سنة 291 ميلادية، ونقل طريقة العزلة في الصحاري من المصريين إلى البلاد السورية، وكان والد المطران كبوجي «بشير» يعمل تاجراً للسيارات في حلب وقد توفي باكرا، أما والدته فتدعى شفيقة رباط، وهي قريبة الدستوري الكبير ونائب حلب عن حزب الكتلة الوطنية، إدمون ربّاط.
درس كبوجي في مدارس حلب حتى المرحلة الثانوية، ثم انتقل في سنة 1933 إلى دير الشير في لبنان، وتابع دروسه فيه حتى سنة 1944 عندما غادر إلى دير القديسة آن في القدس لإكمال دروسه اللاهوتية. وقد سيم كاهناً في سنة 1947، وعين مديراً لمدرسة النهضة الوطنية القريبة من بلدة سوق الغرب في جبل لبنان، ثم عين مساعداً للبطريرك مكسيموس صايغ ومسؤولاً عن أبرشيات دمشق وجوارها. وفي سنة 1962 أصبح رئيساً عاماً للرهبانية الباسيلية الشويرية. ثم في سنة 1963 اختير رئيساً عاماً للرهبانية الحلبية، ورقي في 6 نوفمبر/تشرين الثاني 1965 إلى رتبة المطرانية، وعين نائباً بطريركياً في القدس لطائفة الروم الكاثوليك. وفي القدس ظهرت نوازعه القومية بوضوح وجلاء، فكان الوحيد من بين رجال الدين الذي رفض حضور الاحتفالات والاستقبالات الرسمية التي تنظمها السلطات الإسرائيلية. وفي يوم وفاة جمال عبد الناصر في 28 سبتمبر/أيلول 1970 توجه إلى جميع الأساقفة في القدس طالباً منهم رفع الأعلام السود فوق مقارهم، وقرع الأجراس في أثناء جنازته.

### المطران في الفن
في شهر رمضان سنة 2020، تم عرض مسلسل درامي يحكي سيرته بعنوان «حارس القدس» وقام بدوره الفنان رشيد عساف، وهو من إنتاج المؤسسة العامة للإنتاج في سوريا ومن إخراج باسل الخطيب.

## قصة اعتقاله
كان كابوتشي من سكان شرقي القدس، لكن المنصب الديني الذي تقلده لم يمنعه الخوض في مجال تهريب الأسلحة للمقاومين الفلسطينيين مستندا على حرية الحركة الممنوحة لرجال الدين.
وفي أعقاب المعلومات الجديدة هذه أصبح جهاز الأمن العام (الشاباك) يراقب كابوتشي ويتتبع تحركاته، واتضح بفضل إجراءات التتبع هذه يوم 8 آب 1974 أن سيارته المحمَّلة بالمتفجرات تسير في ظروف مثيرة للشبهة باتجاه القدس وأن كابوتشي نفسه ومساعده يستقلانها. وتقرر إيقاف السيارة فوراً خشية انفجار المتفجرات بداخلها سواء عمداً أو عقب حادث اعتباطي مما قد يؤدي إلى نتائج كارثية.
وهكذا تم، ونُقلت السيارة ومَن فيها إلى مركز الشرطة في حاكورة الموسكوبية القدس حيث تم في ورشة السيارات تفكيكها وتفتيشها مما أدى إلى اكتشاف «غنائم» كثيرة ومنها 4 رشاشات كلاشنيكوف ومسدسان وعدة طرود تحتوي على متفجرات بلاستيكية وصواعق كهربائية وقنابل يدوية وما إلى ذلك.
وعند التحقيق معه أنكر كابوتشي بدايةً ضلوعه في عملية التهريب مدعياً بأنه تم نقل الوسائل القتالية إلى سيارته دون علمه. غير أن مغلفاً عُثر عليه لدى تفتيش أمتعته كتب عليه بخطّه رقم المسؤول الفتحاوي أبو فراس في لبنان أثبت ضلوعه في هذا المخطط. وبالتالي اعترف كابوتشي بأنه تلقى في نيسان 1974 من المدعو أبو فراس حقيبتين ونقلهما بسيارته إلى الضفة الغربية حيث أخفاهما – كما أُوعز إليه – داخل مدرسة الكنيسة اليونانية الكاثوليكية في بيت حنينا. وروى كابوتشي أيضاً أنه طُلب منه في شهر تموز من العام نفسه نقل وسائل قتالية أخرى تم إخفاؤها في أماكن مختلفة داخل سيارته لكن – كما سلف – تم ضبط السيارة عند اعتقاله.
وكانت هذه نهاية القضية وتمت محاكمة كابوتشي وفرض عقوبة السجن لمدة 12 عاماً عليه لكن أُفرج عنه في نوفمبر تشرين الثاني 1977 بطلب من البابا. وعلى الرغم من وعود حاضرة الفاتيكان وبخلاف تعليماتها إليه فقد أصبح كابوتشي من دعاة القضية الفلسطينية في أنحاء العالم.

## أسطول الحرية
في مايو 2010 كان المطران كابوتشي على متن أحد سفن الإغاثة المشكلة لأسطول الحرية التي كانت تحمل الأمتعة والغداء لأهالي غزة المحاصرين على يد السلطات الإسرائيلية وتم مصادرة كل ما فيها وطرد كل من تواجد هناك إلى لبنان.

## وفاته
أعلن الفاتيكان مساء يوم الأحد 1 يناير 2017 وفاة المطران هيلاريون في العاصمة الإيطالية روما عن عمرٍ ناهز 94 عاماً.
تم نقل الجثمان لاحقًا إلى لبنان حيث أقيمت مراسم دفن كبّوجي في منطقة الربوة في المتن الشمالي، ثم نقل إلى دير المخلص للرهبانية الباسيلية الحلبية في صربا، جونيه حيث دُفن، وذلك بتاريخ 10 يناير/كانون الثاني 2017.

## قالوا عنه
- يقول الإعلامي اللبناني رفيق شلالا: «في غياب المطران الراحل، بفضله عليّ بواقعتين: الأولى مهنية بدلت مسار عملي في حقل الصحافة، والثانية شخصية مكنتني من أن أكون اليوم حياً».[7]